# Andrej Stojanow (Komponist)
Andrej Stojanow (auch Andrey Stoyanov geschrieben, bulgarisch Андрей Стоянов; * 23. März 1890 in Schumen; † 29. September 1969 in Sofia) war ein bulgarischer Komponist, Pianist und Musikpädagoge.
Der Sohn des Musikpädagogen Anastas Stojanow lernte Klavier am Robert College in Konstantinopel und setzte seine Ausbildung von 1910 bis 1914 an der Wiener Musikakademie bei Carl Prohaska, Hermann Graedener und Eusebius Mandyczewski fort. Er unterrichtete dann als der Staatlichen Musikschule (heute: Nationale Musikhochschule) und war von 1922 bis 1958 Professor an der Staatlichen Musikakademie in Sofia. 1933 gehörte er zu den Gründungsmitgliedern der Gesellschaft für Zeitgenössische Musik, aus der der Bulgarische Komponistenverband hervorging. Ab 1953 leitete er die Abteilung für Musikpädagogik des Institutes für Musik der Bulgarischen Akademie der Wissenschaften.
Wie sein Bruder Wesselin Stojanow wurde er auch als Komponist bekannt. Er komponierte neben Klavierwerken einige kammermusikalische Stücke, Lieder und Chorwerke. Außerdem verfasste er mehrere musikpädagogische Schriften, Essays und Artikel. Eine Sammlung seiner Essays erschien in Bulgarien im Jahr 2000.